# مرگ‌آفرینان
مرگ آفرینان (به انگلیسی: Deadly) یا ۶۰ جاندار خطرناک(به انگلیسی: Deadly 60) یک برنامه تلویزیونی واقع‌نما است که توسط شبکه بی‌بی‌سی ساخته و پخش می‌شود. در این مجموعه استیو بکشال به نقاط مختلف دنیا میرود و جانداران خطرناک را معرفی میکند
شبکه بی‌بی‌سی این برنامه را با نام مرگ آفرینان پخش میکند  و صدا وسیمای ایران با نام ۶۰ جاندار خطرناک وبا دوبله فارسی پخش کرد.